# Steindór Andersen / Rímur EP
Rímur es un EP grabado independientemente por Sigur Rós con la colaboración de Steindór Andersen, cantando en el estilo rímur. Fue lanzado al mercado durante el tour de primavera 2001 de la banda. Sólo 1000 copias del EP fueron producidas.
Una presentación en vivo de la canción "Hugann seiða svalli frá" con Steindór apareció en el DVD Heima de Sigur Rós, lanzado en 2007, con el nombre "Á Ferð Til Breiðafjarðar Vorið 1922".

## Lista de canciones
1. "Kem ég enn af köldum heiðum" – 6:19
2. "Til ei lætur tíðin mér" – 1:00
3. "Fjöll í austri fagurblá" – 6:00
4. "Slær á hafið himinblæ" – 1:29
5. "Hugann seiða svalli frá" – 6:02
6. "Lækurinn" – 5:50